# ادستاک
ادستاک (به انگلیسی: Adstock) یک روستا و محله مدنی در بریتانیا است که در ایلسبوری ویل واقع شده‌است. ادستاک ۳۶۳ نفر جمعیت دارد.